# Il narratore ambulante
Il narratore ambulante (titolo orig. El hablador) è un romanzo del 1987 dello scrittore Mario Vargas Llosa. Il libro è costruito con la tecnica del montaggio alternato: da una parte il racconto del narratore, dall'altra un hablador racconta le storie dei Machiguenga.

## Trama
La storia raccontata dal narratore parla dei suoi ricordi sul popolo amazzonico dei machiguenga. Questo popolo si caratterizza per l'assenza totale di una gerarchia e il nomadismo all'interno della foresta. I machiguenga (popolo che cammina) si credono il popolo eletto che deve camminare sempre per evitare che il sole sprofondi. Il narratore ci racconta di come sia venuto a conoscenza di questo popolo attraverso l'amico Mascarita, figlio di un ebreo e di una creola e afflitto da una grossa voglia sul volto che lo rende mostruoso. Durante l'università si appassiona all'etnologia. Dopo la laurea però rifiuta la borsa di studio per la Francia e parte per l'Amazzonia.
Qualche anno dopo il protagonista fa una spedizione nell'Amazzonia insieme ad un gruppo di ricerca ed entra in contatto con la società machiguenga. Lì due linguisti-missionari, i coniugi Schneil, che vivono spesso tra gli indigeni, gli raccontano di una figura sociale poco chiara ma importante: il parlatore. Prima di partire per l'Europa incontra Mascarita, il quale gli dice di non aver mai sentito parlare degli hablador. Insieme se la prendono con i linguisti che vogliono portare il progresso ai quei popoli barbari da sempre. Tuttavia nemmeno i missionari sono riusciti nell'impresa (come nemmeno gli spagnoli e gli Inca) perché la foresta è un luogo troppo duro. Il narratore parte per l'Europa e decide di scrivere una storia sui machiguenga. Attraverso le biblioteche dei missionari spagnoli conosce la cosmogonia machiguenga – che inizialmente gli ricorda quella dantesca. In Francia incontra il vecchio docente Matos Mar che gli dice che Mascartia è tornato in Israele con il padre, ma la cosa non è convincente.
Tornato dall'Europa, il protagonista diresse un programma televisivo culturale La torre di Babele. Gli viene proposto un servizio sul Centro Estivo linguistico e lui coglie l'occasione per fare un servizio sui machiguenga. Aveva continuato ad interessarsi ai Machiguenga, ma mai qualcuno aveva scritto o studiato i parlatori: come se non esistessero. Dei cinquemila machiguenga esistenti, circa la metà avevano accettato di vivere nei villaggi con dei contatti con i missionari (cosa assurda per quel popolo). Adesso avevano un cacicco (capovillaggio) che era anche pastore evangelico. I Machicuenga stavano scomparendo, divenendo caricature di occidentali. Visitano due villaggi, ma i cacicchi fingono di non sapere cosa siano i parlatori. Allora lui lo chiede ai vecchi Schneil i quali gli raccontano due incontri con questi strani soggetti. Si viene a sapere che essi incontrarono un parlatore con una grossa voglia sul volto (Mascarita) che non voleva che gli Schenil ascoltassero i suoi racconti. Mascarita è l'ultimo parlatore del popolo dei machiguenga; il lettore è indotto già precedentemente a cogliere questa conclusione. infatti le ultime storie che il parlatore racconta ai machiguenga sono quelle del popolo ebraico: Gregor Samsa, la storia di Cristo e la Diaspora.

## Edizioni italiane
- Il narratore ambulante, traduzione di Angelo Morino, Collana La Scala stranieri, Milano, Rizzoli, 1989, ISBN 978-88-176-7883-4.
- Il narratore ambulante, trad. di Angelo Morino, Collana ET Scrittori n.1633, Torino, Einaudi, 2010, ISBN 978-88-06-20115-9, pp.224.